# Animation 2D numérique
On appelle animation 2D numérique l'ensemble des techniques d'animation où tout ou une partie de l'œuvre est réalisée sur ordinateur. L'intégration du numérique dans la fabrication de film et de séries d'animation est aujourd'hui la norme.

## Techniques

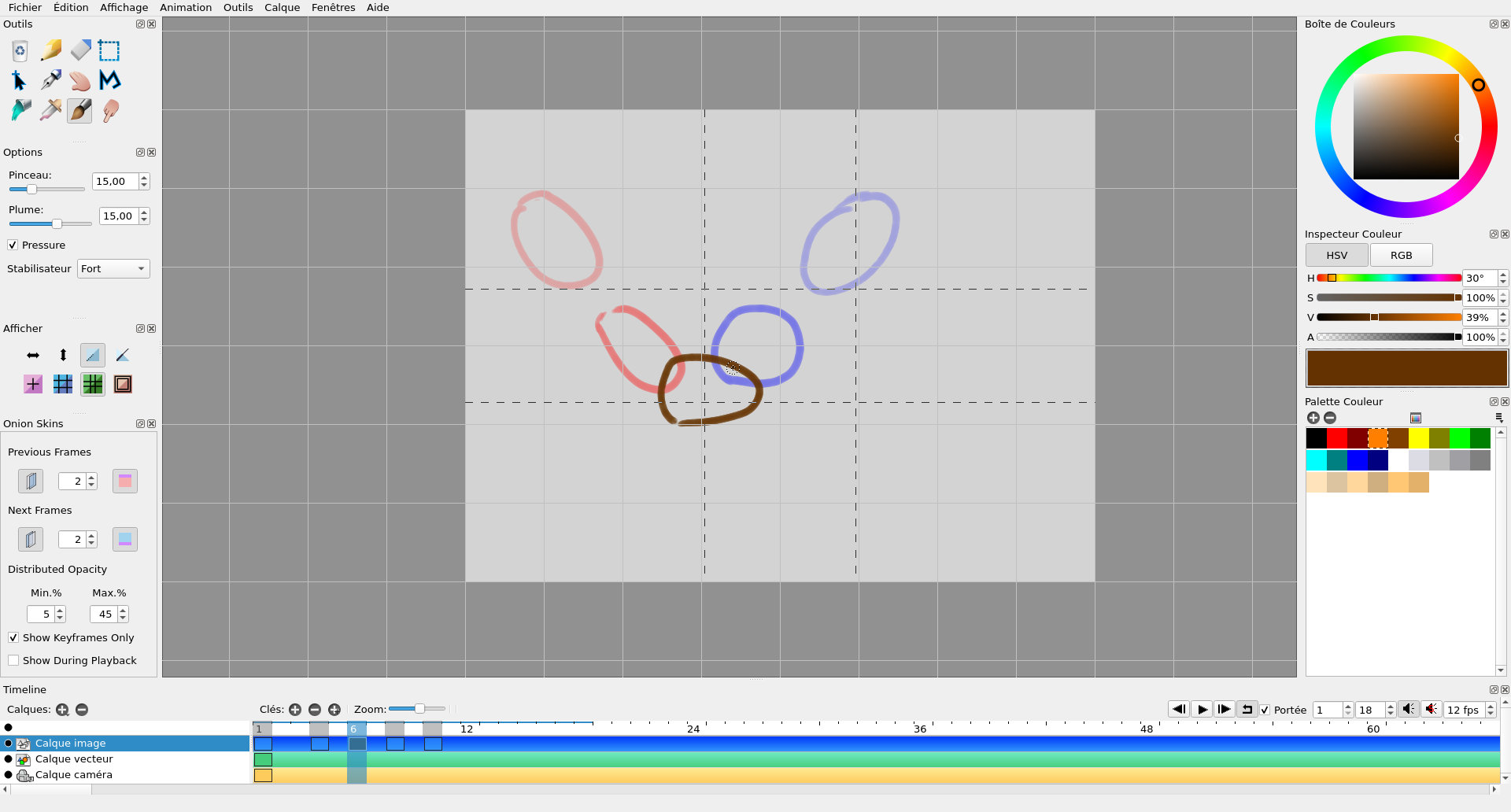
Capture d'écran de l'espace de travail du logiciel libre d'animation, Pencil2D, en septembre 2020.

L'animation 2D numérique englobe différentes techniques d'animation. L'utilisation d'une tablette graphique et d'un logiciel d'animation permet de réaliser des dessins animés directement sur ordinateur. Certains logiciels permettent la création de marionnettes grâce à des techniques de rigging. Cette méthode permet de bouger des dessins existants sans redessiner chaque image, de manière similaire à l'animation 3D.

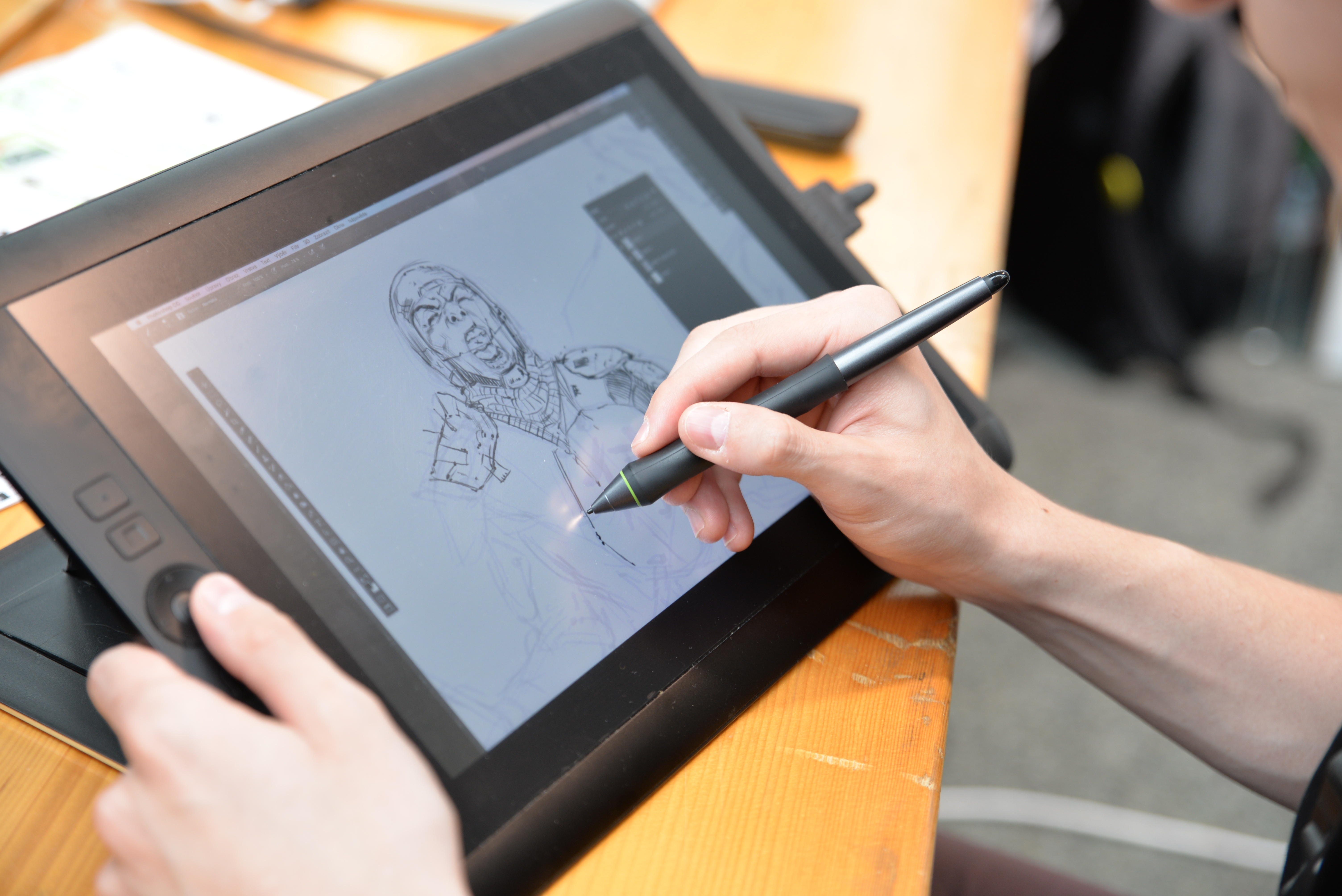
Dessinateur en cours de réalisation d'un personnage sur une tablette graphique.

Il arrive que le crayonné soit fait sur papier, parfois calque, puis numérisé de différentes façons (scanneur, caméra DV, appareil photo numérique). La colorisation et le compositing sont ensuite généralement faits sur ordinateur. Même en se limitant aux méthodes traditionnelles, les différentes possibilités de mixtures numérique/analogique sont très nombreuses. Si l'on ajoute tous les effets spéciaux disponibles grâce à l'outil numérique (incrustation de 3D, effets spéciaux et particules, etc.), les possibilités sont quasiment infinies. La 2D numérique est la méthode la plus utilisée en cinéma d'animation 2D,.

## Exemples d'utilisation
Des films comme Le Roi lion ou Le Voyage de Chihiro n'ont eu que des recours très ponctuels à l'informatique, la plupart de leur métrage ayant été dessiné, peint et photographié à la main[réf. souhaitée]. Depuis les années 2000, le nombre de film d'animation 2D utilisant quasi-exclusivement l'outil numérique ne fait que croître. Récemment en France, des films comme Calamity, une enfance de Martha Jane Cannary, Le Sommet des dieux ou Mars Express ont été animés exclusivement sur ordinateur à l'aide de tablettes graphiques et utilisent des éléments en 3D,,.
L'animation 2D numérique est largement utilisée dans la production de série télévisées animées. Rick et Morty est un exemple d'utilisation de marionnette 2D grâce au dessin vectoriel. La série Les Simpsons utilise la mise au propre et la colorisation sur ordinateur pour certains épisodes depuis les années 1990 avant de passer entièrement au numérique à la fin des années 2000.

## Sur Internet
Le format numérique a permis la large diffusion d'animations moins coûteuses à produire, et l'accessibilité des logiciels d'animation a entraîné une démocratisation des techniques de dessin d'animation à partir des années 1990. Macromedia Flash, racheté ensuite par Adobe, est utilisé depuis sa création par des artistes amateurs pour créer et diffuser facilement leur créations sur Internet. Des sites comme Newgrounds recueillent dès les années 1990 des jeux vidéos et des courtes animations utilisant ce format.